# Kwas nadoctowy
Kwas nadoctowy, CH3COOOH – organiczny związek chemiczny z grupy peroksokwasów, nadtlenowa pochodna kwasu octowego. Jest żrący i ma silne właściwości utleniające. Stosowany jako środek dezynfekcyjny, wybielacz oraz utleniacz w preparatyce chemicznej.
Kwas nadoctowy używany jest m.in. jako środek bielący do włókien naturalnych poprzez utlenianie. Zaletami są:
- wyższy potencjał utleniający w porównaniu do perhydrolu (nadtlenku wodoru)
- możliwość prowadzenia procesu bielenia w temperaturze 60 °C (bielenie perhydrolem przeprowadza się w temperaturze 98 °C)
- proces bielenia wykonuje się w kąpieli w zakresie pH 6–8 (bielenie perhydrolem wymaga stosowania środowiska silnie alkalicznego (pH>11)

Ze względu na powodowanie nieodwracalnych zmian w komórkach drobnoustrojów stosowany jest w dezynfekcji. Jest aktywny w stosunku do form wegetatywnych i przetrwalników. Do celów wyjaławiających stosuje się roztwory o stężeniu 0,1–0,5%. Jego zastosowanie jest jednak ograniczone toksycznością i reaktywnością. W roztworach wodnych rozkłada się do tlenu i kwasu octowego.